# Machimus longipenis
Machimus longipenis là một loài ruồi trong họ Asilidae. Machimus longipenis được Martin miêu tả năm 1975. Loài này phân bố ở vùng Tân Bắc giới.